# John Sevier

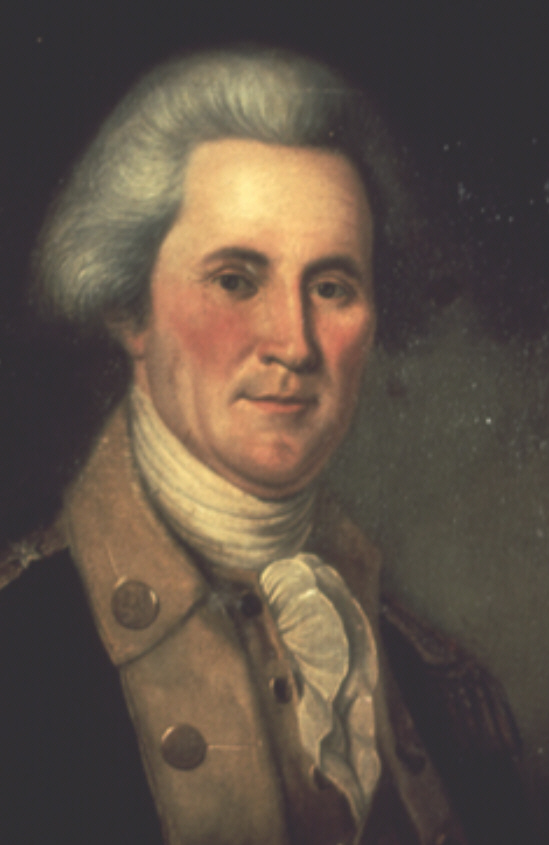
John Sevier

John Sevier (* 23. September 1745 im Rockingham County, Colony of Virginia; † 24. September 1815 auf einer Inspektionsreise im Grenzgebiet zwischen Georgia und Alabama) war ein US-amerikanischer Politiker und der erste sowie der dritte Gouverneur des Bundesstaates Tennessee. Er war außerdem der einzige Gouverneur der kurzlebigen unabhängigen Republik State of Franklin.

## Frühe Jahre
Der in der Nähe des heutigen Ortes New Market geborene John Sevier war das älteste von sieben Kindern. Seine Vorfahren waren aus Frankreich vertriebene Hugenotten, die über England nach Amerika gelangten. Seit 1740 waren sie im Shenandoah Valley in Virginia ansässig, wo der junge John aufwuchs. Nach seiner Heirat mit Sarah Hawkins (1746–1780) im Jahr 1761 ließ er sich am Holston River nieder. Das Gebiet liegt im Osten des heutigen Staates Tennessee. 1774 sammelte John Sevier erste militärische Erfahrungen im Kampf gegen die Indianer. 1776 war Sevier mit seiner Familie in die Nähe der heutigen Ortschaft Elizabethton gezogen. Seine neue Heimat wurde im selben Jahr als Washington County in den Staat North Carolina eingegliedert. Sevier war einer der Delegierten beim ersten freien Kongress dieses Staates.

## Der Unabhängigkeitskrieg
Sevier hatte sich schon als Indianerkämpfer einen Namen gemacht. Während des nun folgenden Unabhängigkeitskrieges war er als Oberstleutnant bzw. Oberst der Miliz von North Carolina sowohl im Kampf gegen die Cherokee als auch gegen britische Loyalisten und die reguläre britische Armee eingesetzt. Nach einigen siegreichen Schlachten, am bekanntesten wurde die Schlacht von Kings Mountain, galt er in seiner Heimat als Kriegsheld.

## State of Franklin
1784 verzichtete North Carolina auf weite Gebiete im Westen seines Territoriums und vermachte es der Bundesregierung. Wenig später allerdings machte North Carolina diesen Handel wieder rückgängig. Die Bürger von fünf Countys im heutigen Nordosten von Tennessee, darunter auch das Washington County, waren aber schon lange nicht mehr mit der Herrschaft North Carolinas über ihr Gebiet zufrieden und erklärten am 23. August 1784 ihre Unabhängigkeit von diesem Staat. Am 16. Mai 1785 stellten diese fünf Countys den offiziellen Antrag, unter dem Namen „Frankland“ als neuer Staat in die amerikanische Union aufgenommen zu werden. Dieser Antrag fand aber auf dem Kontinentalkongress keine Mehrheit, auch eine Umbenennung in „State of Franklin“ führte nicht zu dem gewünschten Ergebnis. Benjamin Franklin, nach dem der neue Staat benannt werden sollte, wurde um Unterstützung gebeten, lehnte aber freundlich ab. Trotzdem behaupteten die fünf Countys zunächst ihre Unabhängigkeit auch gegenüber Aggressionen aus North Carolina. Sie gaben sich eine Verfassung und bestimmten John Sevier zu ihrem Gouverneur. Bald stellte sich heraus, dass die neue Republik nicht lebensfähig war. Bedroht von North Carolina und feindlichen Indianern und immer in finanziellen Schwierigkeiten, spielte Sevier sogar mit dem Gedanken einer Kreditaufnahme bei der spanischen Regierung. Man zog sogar eine spanische Herrschaft in Betracht. Schließlich brachte North Carolina das Gebiet wieder unter seine Kontrolle, und der Staat hörte nach nur vier Jahren auf zu existieren.

## Das Südwest-Territorium
Nach dem Ende des „State of Franklin“ wurde Sevier zunächst verhaftet und in North Carolina wegen Hochverrat angeklagt. Es kam aber zu keiner Verhandlung. Nachdem er einen Treueid geschworen hatte, erhielt er sogar seinen Generalsrang in der Miliz zurück. 1789 wurde er in den Senat von North Carolina gewählt. Von 16. Juni 1790 bis 3. März 1791 war er Mitglied im Repräsentantenhaus des ersten US-Kongresses. 1790 beschloss die Regierung von North Carolina erneut, die westlichen Gebiete an die US-Regierung abzutreten. Diese gründete dann das sogenannte Südwest-Territorium, das von 1790 bis 1796 auf dem Gebiet des späteren Tennessee bestand. William Blount wurde von Präsident George Washington zum Gouverneur dieses Gebiets ernannt und Sevier war in der Legislative vertreten.

## Gouverneur von Tennessee
In dem neuen Territorium gehörte Sevier zu den Befürwortern eines Beitritts des Landes zur amerikanischen Union. In den Jahren bis 1796 arbeitete man an einer entsprechenden Verfassung. 1796 stellte man dann im Kongress den Aufnahmeantrag, der nach einigen Diskussionen angenommen wurde. Schließlich konnte Präsident Washington die Aufnahme Tennessees als 16. Staat der Union verkünden. Sevier wurde zum ersten Gouverneur des neuen Staats gewählt und wurde am 30. März 1796 in der neuen Hauptstadt Knoxville in sein Amt eingeführt.
Seviers Aufgabe als erster Gouverneur war nicht leicht. Es musste eine eigene Verwaltung aufgebaut werden. Eine Miliz musste aufgestellt und organisiert werden. Dabei kam es bei der Vergabe um Stellen immer wieder zu Streitereien, die erbittert geführt wurden. Man warf dem Gouverneur Bestechung und Betrug vor. Einer seiner Hauptkritiker war der spätere Präsident Andrew Jackson. Um ein Haar wäre es 1803 zwischen Sevier und Jackson zu einem Duell gekommen. Beide Männer blieben bis zum Tod Seviers 1815 erbitterte Feinde. Das Indianerproblem war nach wie vor ungelöst. Zwei Verträge in den Jahren 1805 und 1806 brachten einige Beruhigung, aber keine dauerhafte Lösung. Ein anderes Problem war die fehlende Infrastruktur. Der Gouverneur begann mit dem Ausbau des Straßennetzes. 1806 schuf er per Gesetz die Voraussetzungen für ein öffentliches Schulsystem in den meisten Bezirken des Staates. Trotz harscher Kritik seitens der Opposition wurde Sevier zweimal wiedergewählt. Mehr zusammenhängende Amtszeiten erlaubte die Verfassung nicht. Aus diesem Grunde wurde Archibald Roane 1801 neuer Gouverneur von Tennessee. Dieser war ein Anhänger von Andrew Jackson und somit ein politischer Gegner Seviers.
Sevier bewarb sich in der Folge um den Posten des Kommandeurs der Miliz. Sein Gegenkandidat war ausgerechnet Jackson. Die Abstimmung im Parlament endete unentschieden und Gouverneur Roane musste die Entscheidung fällen. Er entschied sich für Jackson. 1803 gelang es Sevier, Roane in den Wahlen zu schlagen. Er kehrte für drei weitere zweijährige Amtszeiten als Gouverneur von Tennessee zurück und setzte seine frühere Politik fort. Bis 1809 blieb er Gouverneur von Tennessee. Nach William Carroll hält er bis heute den Amtszeitrekord eines Gouverneurs in diesem Staat. Bemerkenswert ist der Anstieg der Bevölkerung des Landes während dieser Zeit. Bei seinem ersten Amtsantritt 1796 hatte das Land 85.000 Einwohner. Am Ende seiner Gouverneurszeit war diese Zahl auf 285.000 gestiegen.

## Lebensende und Tod

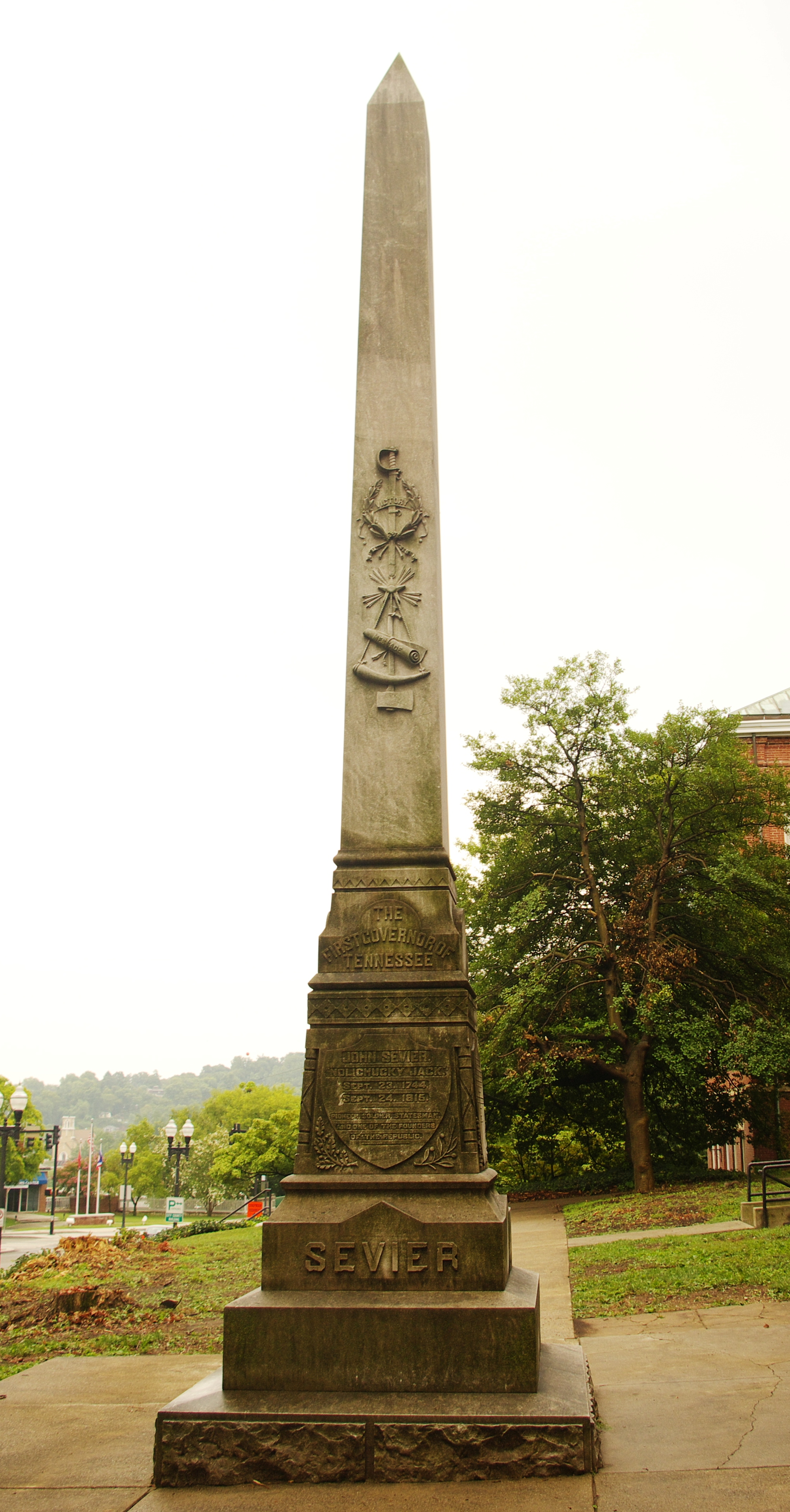
Seviers Grabmal in Knoxville

1809 bewarb sich Sevier vergeblich um einen Sitz im US-Senat. Dafür wurde er im selben Jahr in den Senat von Tennessee gewählt. 1811 schaffte er dann noch einmal den Einzug ins Repräsentantenhaus in Washington. Dieses Mandat nahm er als Mitglied der Demokratisch-Republikanischen Partei bis zu seinem Tod wahr, auch wenn er auf der nationalen Ebene keine bedeutende Rolle spielte. Er starb am 24. September 1815 auf einer Inspektionsreise im Grenzgebiet der heutigen Staaten Georgia und Alabama. Sevier wurde zunächst in der Nähe von Fort Decatur begraben. 1887 wurden seine sterblichen Überreste nach Knoxville überführt und dort beigesetzt. Gleichzeitig wurde ihm dort ein Denkmal errichtet.
John Sevier war zweimal verheiratet und hatte insgesamt 18 Kinder, die zwischen 1763 und 1796 geboren wurden.